# Ultraeșantionare
Ultraeșantionarea sau eșantionarea ascensivă este procesul creșterii ratei de eșantionare a unui semnal. De exemplu, ultraeșantionarea imaginilor rastru înseamnă creșterea rezoluției imaginii.
Factorul de ultraeșantionare (indicat în mod comun prin {\displaystyle L}) este de obicei un întreg sau o fracție rațională mai mare ca unu. Acest factor înmulțește rata de eșantionare sau, echivalent, împarte perioada de eșantionare. De exemplu, dacă discul compact audio este ultraeșantionat la un factor de 5⁄4 atunci rata de eșantionare rezultantă ajunge de la 44,100 Hz la 55,125 Hz. 

## Satisfacerea teoremei eșantionării
Dacă semnalul original satisface teorema eșantionării Nyquist-Shannon atunci o va face și semnalul ultraeșantionat.
Pentru o ultraeșantionare agreabilă estetic, este necesar un filtru de interpolare; în ambele eșantionări, ascensivă și descensivă, un asemenea filtru trece-jos implementează antidedublarea.

## Procesul ultraeșantionării
Să se considere un semnal discret {\displaystyle f(k)} pe o gamă de frecvențe unghiulare.

### Ultraeșantionarea la un factor întreg
Se dă {\displaystyle L}, indice al factorului de ultraeșantionare; {\displaystyle L}∈ℕ.
1. Se adaugă {\displaystyle L-1} zerouri între fiecare eșantion din {\displaystyle f(k)}.  Sau, echivalent se definește {\displaystyle g(k)=\left\{{\begin{matrix}f\left({\frac {k}{L}}\right)&{\mbox{dacă }}{\frac {k}{L}}{\mbox{ este un întreg}}\\0&{\mbox{altfel}}\end{matrix}}\right.}
2. Se filtrează cu un filtru trece-jos care, teoretic, ar trebui să fie filtrul sinccu tăierea frecvenței la {\displaystyle \pi }⁄{\displaystyle L}.

Al doilea pas necesită folosirea unui filtru trece-jos perfect, ceea ce nu este implementabil. La alegerea unui filtru trece-jos realizabil, acest lucru va trebui să fie luat în vedere, și va avea efecte alias. Aceste aliasuri pot fi îndepărtate într-o măsură rezonabilă de către un filtru trece-jos cu răspuns finit la impuls. Prezența zerourilor în secvența care este trecută prin filtru poate fi folosită pentru reducerea complexității implementării filtrului. Filtrul original poate fi împărțit în {\displaystyle L} subfiltre iar produsul fiecăruia dintre aceste subfiltre este captat secvențial pentru a obține secvența de ieșire filtrată.

### Ultraeșantionarea la fracție rațională
Se dă {\displaystyle L}⁄{\displaystyle M},indice al factorului de ultraeșantionare.
1. Se ultraeșantionează la un factor de {\displaystyle L}.
2. Se infraeșantionează la un factor de {\displaystyle M}.

De observat că ultraeșantionarea necesită un filtru de interpolare după creșterea ratei de date și că infraeșantionarea necesită un filtru înainte de decimare.
Aceste două filtre pot fi combinate într-un singur filtru.
Din moment ce ambele filtre, de interpolare și antidedublare, sunt filtre trece-jos, filtrul cu cea mai mică lățime de bandă este mai restrictiv și prin urmare poate fi folosit în locul ambelor.
Din moment ce fracția rațională {\displaystyle L}⁄{\displaystyle M} e mai mare ca unu atunci când {\displaystyle M<L}, singurul filtru trece-jos ar trebui să aibă frecvența de tăiere la 1⁄2{\displaystyle L} cicluri pe eșantionul intermediar, frecvența Nyquist a ratei de eșantionare de intrare.